# ويليام كامبل (سياسي أمريكي، مواليد 1745)
ويليام كامبل (بالإنجليزية: William Campbell)‏ هو سياسي أمريكي، ولد في 1745، وتوفي في 22 أغسطس 1781. انتخب عضو مجلس نواب فرجينيا.